# Coppa Italia 2023-2024 (pallanuoto maschile)
La Coppa Italia 2023-2024 di pallanuoto maschile, ufficialmente denominata Coppa Italia UnipolSai per ragioni di sponsorizzazione, è stata la 32ª edizione del trofeo. Suddivisa in due fasi, i primi incontri si sono disputati tra il 15 e 17 settembre 2023, mentre la final eight si è svolta dal 12 al 14 aprile 2024 alle piscine di Albaro a Genova.

## Prima fase
La prima fase vede coinvolte 13 squadre di serie A1, ovvero tutte ad eccezione dei campioni in carica della Pro Recco, già qualificati alla seconda fase. 
Le 13 squadre sono state suddivise in 3 gironi; uno da 5 e due da 4 ciascuno da disputarsi in sedi uniche prestabilite tra il 15 ed il 17 settembre. Le prime due classificate di ogni girone si qualificano alla final eight in calendario dal 12 al 14 aprile 2024. L'ottava squadra che parteciperà a questa seconda fase sarà la società organizzatrice.

### Gironi
| Gruppo A                            |
| sede: Camogli Piscina Giuva Baldini |
| Camogli                             |
| De Akker Team                       |
| Savona                              |
| Quinto                              |
| Trieste                             |

| Gruppo B                                        |
| sede: Monterotondo Stadio del Nuoto Paolo Roghi |
| AN Brescia                                      |
| Astra Roma                                      |
| Roma Vis Nova                                   |
| Posillipo                                       |

| Gruppo C                                |
| sede: Catania Piscina Francesco Scuderi |
| Salerno                                 |
| Telimar Palermo                         |
| Ortigia                                 |
| Catania                                 |

### Gruppo A
Qualificate:
- Savona come prima.
- Trieste come seconda.

### Gruppo B
Qualificate:
- AN Brescia come prima.
- Posillipo come seconda.

### Gruppo C
Qualificate:
- Ortigia come prima.
- Salerno come seconda.

## Seconda fase

### Final Eight
| 12 aprile 2024 | Pro Recco | 19 – 3 | Posillipo |  |

| 12 aprile 2024 | AN Brescia | 9 – 6 | Trieste |  |

| 12 aprile 2024 | Ortigia | 14 – 10 | Quinto |  |

| 12 aprile 2024 | Savona | 11 – 7 | Salerno |  |

### Semifinali 1-4 posto
| 13 aprile 2024 | Pro Recco | 18 – 12 | Savona |  |

| 13 aprile 2024 | AN Brescia | 10 – 9 | Ortigia |  |

### Semifinali 5-8 posto
| 13 aprile 2024 | Posillipo | 13 – 10 | Salerno |  |

| 13 aprile 2024 | Trieste | 10 – 12 | Quinto |  |

### Finale 7º posto
| 14 aprile 2024 | Salerno | 12 – 13 | Trieste |  |

### Finale 5º posto
| 14 aprile 2024 | Posillipo | 9 – 13 | Quinto |  |

### Finale 3º posto
| 14 aprile 2024 | Ortigia | 8 – 9 | Savona |  |

### Finale
| 14 aprile 2024 | AN Brescia | 16 – 15 | Pro Recco |  |

## Classifica finale
| Pos. | Squadra    |
| ---- | ---------- |
| 1    | AN Brescia |
| 2    | Pro Recco  |
| 3    | Savona     |
| 4    | Ortigia    |
| 5    | Quinto     |
| 6    | Posillipo  |
| 7    | Trieste    |
| 8    | Salerno    |